# Hollywoods Schwarze Liste

Aufruf, circa 1950–56

Hollywoods schwarze Liste hatte die Aufgabe, die Beschäftigung von Drehbuchautoren, Schauspielern, Regisseuren, Musikern und anderen Tätigen der Unterhaltungsindustrie aufgrund des Verdachts der Mitgliedschaft oder Unterstützung der Kommunistischen Partei der USA zu unterbinden.
Hintergrund war die Rote Angst in der McCarthy-Ära.
Die erste systematische Liste wurde am 25. November 1947 im Anschluss an die Affäre mit den Hollywood Ten herausgegeben.
Am 22. Juni 1950 wurde das Papier „Red Channels“ veröffentlicht, das die Namen von 151 Personen nannte.
2015 erschien der Spielfilm Trumbo, der sich mit den Vorgängen künstlerisch auseinandersetzte.